# 面出薰
面出 薰（日语：面出 薫，1950年6月12日—），著名日本照明設計師，日本建築学会、日本設計委員會、北美照明工程學會（IES）、國際照明設計師協會等会会員，曾獲日本、美國等國之設計獎項。現為武藏野美術大學客席教授，東京大學、東京藝術大學兼任講師。

## 生平
東京藝術大學美術學部設計科畢業、美術研究科碩士畢業。面出於1990年獨立門戶創立Lighting Planners Associates，及後成立民眾參與型的照明文化研究會「照明偵探團」並擔任團長一職，舉辦各種照明相關文化活動。

## 獲獎經歷
- 北美照明學會（IES）國際照明設計卓越獎[1][2]
- 國際照明設計師協會光輝獎（IALD Radiance Award）[1][2]
- 日本照明學會（IEIJ）日本文化設計獎[2][5]
- 每日設計獎（Mainichi Design Award）[4][2]
- 新加坡總統設計獎[2]

## 主要設計
- 東京國際論壇（1996年）[1][2][5][6]
- 仙台媒體中心（2000年）[1][2][5]
- 長崎原爆死難者追悼和平祈念館（2005年）[1][2][6]
- 京都迎賓館[1][2][6]
- JR京都站站體大樓（1997年）[2][5][6]
- 六本木新城（2003年）[2][5]
- 茅野市民館（2005年）[1][2]
- 新加坡國家博物館[2]
- 新加坡市中心照明（2006年）[2][5][6]
- 表参道akarium（2006年）[1][7]
- JR 東京站丸之内站體復原工程燈光設計[5][2][8][9]
- 新加坡滨海湾花园（Gardens by the Bay）[9][5][4]
- 岐阜多媒體宇宙[5]
- 高輪Gateway站[10]

## 外部連結
- Lighting Planners Associates (LPA) （页面存档备份，存于）（日語）（英文）（中文）
- 照明偵探團 （页面存档备份，存于）（日語）（英文）